# 一個都不留
《无人生还》（And Then There Were None）是著名英国作家阿加莎·克里斯蒂所作的推理小說，也是她生涯中最著名的作品之一，被认为是历史上成就最高的推理小说之一。出版于1939年，全球销量超过一亿册。其初版時书名为《十个小黑人》（Ten Little Niggers），后改名《十个小印第安人》（Ten Little Indians），最終仍因政治正確因素改為現名。

## 情节概要
八个素不相识的人被U·N·欧文夫妇邀请到德文郡沿海的士兵岛，然而到了岛上，只有管家夫妇接待他们，主人却没有到。进入小岛上的别墅后，他们每个人都在自己的房间裡发现了一首儿歌：
| 中文翻译                 | 英文原文                                                 |
| ------------------------ | -------------------------------------------------------- |
| 十个小小战士吃饭去；     | Ten Jigaboo boys went out to dine;                       |
| 一个呛死剩九个。         | One choked his little self and then there were nine.     |
| 九个小小战士睡过头；     | Nine little Jigaboo boys sat up very late;               |
| 一个不醒剩八个。         | One overslept himself and then there were eight.         |
| 八个小小战士游德文；     | Eight little Jigaboo boys traveling in Devon;            |
| 一个留住剩七个。         | One said he'd stay there and then there were seven.      |
| 七个小小战士砍树枝；     | Seven little Jigaboo boys chopping up sticks;            |
| 一个砍死剩六个。         | One chopped himself in halves and then there were six.   |
| 六个小小战士玩蜂箱；     | Six little Jigaboo boys playing with a hive;             |
| 螫死一个剩五个。         | A bumblebee stung one and then there were five.          |
| 五个小小战士打官司；     | Five little Jigaboo going in for law;                    |
| 一进法院剩四个。         | One got into Chancery and then there were four.          |
| 四个小小战士出海去；     | Four little Jigaboo boys going out to sea;               |
| 燻青鱼吞剩三个。         | A red herring swallowed one and then there were three.   |
| 三个小小战士上动物园；   | Three little Jigaboo boys walking in the zoo;            |
| 大熊抓去剩两个。         | A big bear hugged one and then there were two.           |
| 两个小小战士晒太阳；     | Two Little Jigaboo boys sitting in the sun;              |
| 晒焦一个剩一个。         | One got frizzled up and then there was one.              |
| 一个小小战士太孤单；     | One little Jigaboo boy left all alone;                   |
| 吊死了自己，一个都不留。 | He went out and hanged himself and then there were none. |

在发现儿歌的同时，他们还在一个圆形的桌子上看到了十个精致的小瓷人。
就在他们享用晚餐的时候，留声机响起，那个声音的主人指控那里的每一个人都犯有谋杀罪。正在众人恐慌之时，安东尼·马尔斯顿突然死掉了。他看起来是被呛死的，但实际上是被氰化物毒死。与此同时，男管家罗杰斯惊讶地发现桌子中间的小瓷人少了一个。在他们还处于惊恐中时，托马斯·罗杰斯的太太——艾塞尔·罗杰斯永远地睡着了，小瓷人也神奇地只剩八个了。接下来，麦克阿瑟将军在海边被重击致死，只剩七个了。杀戮还没有结束，一把大砍刀害死了罗杰斯，还剩六个。在一只野蜂出现在别墅后，埃米莉·布伦特也死去。
那个在每个人房里的古老的童谣，与死者的死亡惊人地巧合。也就在这时，他们意识到凶手就在他们中间。于是，他们采取了各种防范措施，但凶手似乎永远比他们更快、更隐蔽、更狡猾。接着，法官沃尔格雷夫先生被枪射死（他是假死的，阿姆斯特朗醫生假裝法官被殺），阿姆斯特朗医生在波涛汹涌的大海中溺水而亡，布洛尔的脑袋被一块熊般大的大理石砸碎。现在，只剩韦拉和隆巴尔德了。韦拉抢到了隆巴尔德的左轮手枪，射死了隆巴尔德。岛上只剩韦拉一个人了，“一个小小战士太孤单”，最后，她“吊死了自己”，“一个都不留”。
在这个荒凉又阴森的小岛上，只剩下十具尸体，无人生还。

### 尾声
苏格兰场接了这起神秘的案子，他们很快找到了十个人的尸体并确认了死因，但却完全无法解释事件的经过，直到他们意外收到凶手（法官勞倫斯·瓦格雷夫）的信件，详细描述自己的作案动机和作案过程，而且說他寫完信後用機關自殺，案件的真相终于被揭晓。

## 主要人物
此處出自第3章兇手透過錄音帶為眾主角「定罪」的排序，並非他們被殺的排序︰
- 爱德华·乔治·阿姆斯壯

一名医生和酗酒者。他被指控在醉酒时做手术，造成一个病人死亡。
- 埃米莉·卡罗琳·布蘭特

一名单身的老妇人，极端洁癖，对宗教十分狂热。她被指控解雇了一个怀孕的女佣，那个女佣最终自杀。她本人对此事没有感到内疚。
- 威廉·亨利·布洛爾

一名退休警官，现在是一名私家侦探。他被指控作偽證導致一个无辜者被判无期徒刑，最終死在监狱中。
- 薇拉·伊丽莎白·柯索恩

一名秘书，曾经是教师。她被迫做秘书工作，因为她不想对当教师时造成的死亡负责。她被指控害死小孩西羅，以便让他的叔叔、她的戀人雨果继承他的财产。
- 菲利普·隆巴德

一名雇佣兵，做过各种不择手段的事。他被指控在非洲迷路时抛弃并抢走了同行土著的所有食物，单独逃跑害死了其他人。他本人對此事直認不諱。
- 约翰·戈登·麦克瑟

一位退休的第一次世界大战將軍，孤独而骄傲。根据传闻，他在战场上让一個下屬去送死，因为對方是他妻子的情人。
- 安东尼·詹姆斯·马斯顿

英俊迷人的男子，被形容為近乎完美的标本，但性格放荡、自负、自私。他被指控開車不慎，撞死两名青年。然而他本人一点也不内疚。
- 托马斯·罗杰斯

管家，首先上岛的人之一，很有效率但没有想象力。他被指控殺害了一直由他看顧的僱主。
- 艾塞尔·罗杰斯太太

管家的太太，擔任厨师。首先上岛的人之一。她被指控為其夫的同謀。
- 劳伦斯·賈士帝·沃格夫

一名退休法官。他被指控通过改变陪审团的决定谋杀了一个被控告的嫌疑人，尽管对方事后确实被发现了作案证据。

## 其他角色
- U·N·欧文

士兵岛上看不见的主人，他用各种方式欺骗邀请了十人来到岛上，然后在留声机中留下了自己的声音，一一揭露他们的罪行并指控他们的谋杀罪。其名字“U.N.Owen”是“Unknown”的谐音。
- 托马斯·莱格爵士和梅因探長

负责调查此案的两名苏格兰场警察。

## 文学意义
在1940年2月25日的《纽约时报》书评中，艾萨克·安德森（Isaac Anderson）说，“当你阅读发生了什么之后，你不会相信它，但是你会继续往下看，一个不可思议的事件之后是另一个更不可思议的事件，你仍然会继续读。整个情节简直难以置信，十分令人着迷。这是阿加莎·克里斯蒂创作的最令人目眩神迷的悬疑小说。当然，这个奥秘有一个符合逻辑的解释。可以肯定，这是一个离谱的故事，但是它确实有可能发生。”
一名匿名的评论者于1940年3月16日在《多伦多每日星报》上评论说，“其他人写出了比阿加莎·克里斯蒂更惊奇的奥秘，但没有人可以触摸她巧妙的情节和令人惊讶的结局。《无人生还》，最巧妙，最令人惊讶；的确，大大高于她前几部作品的标准，接近《罗杰疑案》的级别。”
罗伯特·巴纳德（Robert Barnard）说：“有悬念和危险的侦探小说兼惊悚片。封闭的环境和一连串的死亡在这里采用了一个合乎逻辑的结局。 这是克里斯蒂最有名的作品，理所当然也是最流行的。”

## 影視作品改编
- 雷内·克萊爾1945年的同名电影《无人生还》是这个故事最早的改编电影。美国Rene Clair Productions公司出品，黑白片，片长97分。
- 乔治·波拉克（George Pollock）于1965年导演了该书的第二个改编电影——十个小印第安人（Ten Little Indians），英国Tenlit Films公司出品，黑白片，片长91分。
- 无名氏（Gumnaam），1965年Raja Nawathe导演的电影。印度Prithvi Pictures公司出品，片长151分钟，印地语。
- 无人生还（And Then There Were None）是该书的第一个彩色英文改编电影，由彼特·克林逊（英语：Peter Collinson (film director)）（Peter Collinson）于1974年导演。法国COMECI、意大利Coralta Cinematografica、Oceania Produzioni Internazionali Cinematografiche、德国Corona Filmproduktion、西班牙Talía Films公司联合出品，片长约100分钟（各国版本不同）。
- 无人生还（Desyat negrityat），1987年。这是一部苏联的电影，由Stanislav Govorukhin编写并导演，是唯一一个使用小说原有结局的改编电影。苏联Odessa Film公司出品，片长137分钟，俄语。
- 十个小印第安人（Ten Little Indians），1989年。艾伦·伯金肖（Alan Birkinshaw）导演。英国Breton Film Productions和Pathe Communications联合出品，片长98分。
- 无人生还（Suspicions），1995年。美国电影，由Michael Sperrazza导演，片长83分。
- 致命ID（2003），2003年美国惊悚悬疑影片，由詹姆斯·曼高德执导，约翰·库萨克、雷·利奥塔、阿曼达·皮特等主演。
- 無人生還（英语：And Then There Were None (TV series)）（AND THEN THERE WERE NONE），2015聖誕節迷你剧集（BBC拍攝）演員：查爾斯·丹斯、梅芙·德莫迪、埃丹·特納、伯恩·戈曼、托比·斯蒂芬斯、米兰达·理查森。

### 日本電視劇
《一個都不留》是2017年播出的朝日電視台特別劇。
此作的背景設定於較現代，所以會有手機、無人駕駛飛機、針孔攝錄機等科技產品。編劇在原著的推理設定上加入了科技元素，讓新加角色相國寺可以成功推理出誰是兇手並蒐集証據。另外，基於時代關係，很多角色的前設和故事都作出了調節。

#### 演員陣容
- 白峰涼：仲間由紀惠[7]

由原作裡的前家庭老師改為前游泳選手兼教練。她利用游泳教學害死自己的學生草太，以便讓他的叔叔、同時是她的戀人能獲得財產繼承權。
- 五明卓：向井理[7]

由原作的無業遊民變成前拳擊手現任推理小說作家，罪名亦由撞死人變成在街上誤打誤撞打死人。
跟原作相比之下，顯得較聰明和具邏輯，推理出主人和代理人都是化名。罪名的改動也很大，由原本的無心之失，變成在路上拔刀相助卻誤殺良民。
- 肯（ケン）·石勳：柳葉敏郎[7]

跟原作相像，但由探險迷路時置當地土人於不顧變成在戰爭中丟下受傷的伙伴逃跑。和原作不一樣的是沒有對白峰表示欣賞，亦沒有說出最原始的懷疑對象。
- 神波江利香：余貴美子[7]

雖然由男變成女，但醫生的角色設定和原著基本雷同。
- 久間部堅吉（橋元陽二）：國村隼[7]

謊稱為建築師的前警官，跟原作不一樣不是為了升職或錢，而是同情被告虐打妻子而作偽證。
- 翠川恒美（つね美）：藤真利子[7]

廚子，跟原著基本一樣。
- 星空綾子：大地真央[7]

由原著裡的宗教狂老處女變成了前明星。原作裡只是趕走了女佣，但此作中變成了借口帶女傭去檢查實際上是帶她去墮胎，導致女佣自殺。
- 翠川信夫：橋爪功[7]

管家，跟原著基本一樣。
- 門殿宣明：津川雅彥[7]

由將軍變成了議員，跟原著基本一樣，但加上了被殺時有反抗的情節，而非原著中接受命運並一擊斃命。
- 磐村兵庫：渡瀨恆彥[7]

法官，基本上跟原著一樣。
- 相国寺龍也：澤村一樹[8]

調查此案的警部，原創人物。透過兇手故意留下的線索，成功推理出犯人和作案手法。
- 多多良伴平：荒川良良[8]

調查此案的警部補，典型的助手類人物。

#### 製作團隊
- 原作 - 阿加莎·克里斯蒂《一個都不留》
- 脚本 - 長坂秀佳
- 監督 - 和泉聖治
- 音樂 - 吉川清之
- 主製作人 - 五十嵐文郎（朝日電視台）
- 製作人 - 藤本一彦（朝日電視台）、下山潤（Django Film）、吉田憲一（Django Film）、三宅はるえ（Django Film）
- 制作協力 - Django Film
- 制作 - 朝日電視台

## 中文版本
（繁體中文）
- 《童謠兇殺案》中文繁體版，譯者：鄭秀美，星光出版社，1995年9月出版。
- 《一個都不留》 中文繁體版 2003年7月出版 ；遠流出版事業股份有限公司。

（简体中文）
- 《无人生还》 译者：祁阿红；人民文学出版社，2008年2月出版；ISBN 9787020065394。（本条目中人物的中文译名出自此版）
- 《十个小印第安人》（收录于合集《5种惊险——世界惊险小说选粹》，有删节） 译者：傅涛涛；中国书籍出版社，2007年10月出版；ISBN 9787506816007。
- 《无人生还》 译者：王丽丽、刘万勇；1998年10月出版，贵州人民出版社；ISBN 9787221046963。
- 《孤岛奇案》 译者：葛德玮；1980年4月出版，地质出版社。
- 《十个小印第安人》（收录于《长眠不醒——外国现代惊险小说选第一集》，傅惟慈 选编） 译者：傅涛涛；广东人民出版社，1980年1月出版。
- 《十个小印第安人》（收录于《长眠不醒——外国现代惊险小说选集之一》，傅惟慈 选编） 译者：傅涛涛；上海文艺出版社，1980年1月出版。
- 《无人生还》译者：夏阳，新星出版社，2013年7月出版。